# Тренч'янська Турна
Тренч'янська Турна (словац. Trenčianska Turná) — село, громада округу Тренчин, Тренчинський край. Кадастрова площа громади — 17.24 км². Протікає Турнянський потік.
Населення 3540 осіб (станом на 31 грудня 2020 року).

## Історія
Тренч'янська Турна згадується 1269 року.

## Населення
| Рік:            | 1994. | 2004.    | 2014.    | 2024.    |
| --------------- | ----- | -------- | -------- | -------- |
| Кількість осіб: | 2464  | 2743     | 3170     | 3561     |
| Різниця:        |       | +11,32 % | +15,56 % | +12,33 % |

| Рік:            | 2023. | 2024.   |
| --------------- | ----- | ------- |
| Кількість осіб: | 3540  | 3561    |
| Різниця:        |       | +0,59 % |